# Isabelle Haak
Isabelle Haak (Perstorp, Suecia, 11 de julio de 1999) es una jugadora de voleibol sueca que juega como opuesta en el club italiano Imoco Volley Conegliano y en la selección sueca.

## Trayectoria en clubes
Haak comenzó a jugar voleibol en los equipos juveniles del club de su ciudad natal, el Engelholms VS, y a los 14 años debutó con el equipo en la primera división sueca. Se convirtió en parte de la alineación titular del equipo en la temporada 2014/15 y ayudó al Engelholms VS a ganar el campeonato sueco durante dos temporadas consecutivas. Fue elegida Jugadora del Año por la Federación Sueca de Voleibol en las temporadas 2014/15 y 2015/16. En los primeros años de su carrera, Haak participó tanto en voleibol de playa como voleibol de interior. Junto a su pareja Fanny Åhman, fue cuarta en el Campeonato de Europa Sub-18 de 2015 en Riga.
Después de dos exitosas temporadas en Engelholm, Haak firmó un contrato con el club francés Béziers VB para la temporada 2016/17. Con su nuevo equipo, Haak llegó a la final de la Copa de Francia, donde Béziers perdió ante Venelles 2-3 en un partido muy reñido. Fue la máxima anotadora de la liga francesa en la temporada regular, y votada como la MVP y la mejor atacante opuesta de la temporada. A pesar de terminar tercero en la temporada regular, Béziers fue derrotado en la primera ronda de los playoffs por el Saint-Raphaël, sexto cabeza de serie y campeón defensor. Al final de la temporada, Haak se unió al equipo italiano Savino Del Bene Scandicci.
En su primera temporada en Italia, Haak se convirtió en la máxima anotadora de la liga con 491 puntos, con un promedio de 6,14 puntos por set, el más alto de la temporada, y fue seleccionada para el juego All Star mientras que su equipo Scandicci terminó la temporada regular en segundo lugar, a solo un punto del Igor Gorgonzola Novara. En los playoffs, Scandicci eliminó al Volley Pesaro en la primera ronda pero perdió ante Imoco Volley Conegliano en las semifinales.
Tras dos temporadas en Italia, Haak se unió al VakıfBank SK de Turquía en 2019. Con este equipo ganó dos veces el título de la liga, dos copas turcas, una Supercopa, el Campeonato Mundial de Clubes FIVB 2021 y la liga de campeones CEV 2021-22. En junio de 2022 el Imoco Volley anunció su contratación en reemplazo de Paola Egonu, quien a su vez se integró al VakifBank turco. En la temporada 2024/25 consiguió la quíntuple corona con el Imoco (Liga de campeones europea, campeonato mundial de clubes, supercopa de Italia, copa de Italia y campeonato de liga), recibiendo además el título de jugadora más valiosa de la final de la Liga de Campeones CEV.

## Selección nacional
Haak hizo su debut internacional con la selección sueca de voleibol contra Letonia el 10 de mayo de 2014 a la edad de catorce años, y se convirtió en la jugadora de voleibol más joven en representar a Suecia en la categoría absoluta. Fue miembro de los equipos suecos U19 que ganaron el Campeonato U19 NEVZA (Asociación Zonal de Voleibol de Europa del Norte) en 2014 y 2015.
Participó en la Copa Challenger de 2023, donde fue una pieza fundamental del seleccionado sueco en las victorias ante México (33 puntos: 28 de ataque, 4 bloqueos, uno por saque), y Colombia (41 puntos: 37 de ataque, 3 de saque, uno por bloqueo).

## Vida personal
Haak nació en Perstorp pero más tarde se mudó a Ängelholm poco después de que su padre falleciera de cáncer de estómago cuando ella tenía 9 años. Su hermana mayor, Anna, también es jugadora nacional de voleibol y fue su compañera de equipo durante su estancia en el Engelholms VS así como en la selección sueca, pero también se han enfrentado entre sí durante la Liga de Campeones de la CEV de 2020.

## Premios

### Individuales
- 2014-15 Eliteserien "Jugadora del año"
- 2014-15 Eliteserien "Máxima anotadora"
- 2015-16 Elite "Jugadora del año"
- 2015-16 Eliteserien "Máxima anotadora"
- 2016-17 Ligue A Fémminine "Jugadora más valiosa"
- 2016-17 Ligue A Fémminine "Mejor atacante opuesta"
- 2016-17 Ligue A Fémminine "Máxima anotadora"
- 2017-18 Lega Pallavolo Serie A Femenina "Máxima anotadora"
- Campeonato Mundial de Clubes FIVB 2019 "Mejor opuesta"
- 2020-21 Liga turca "Jugadora más valiosa"
- 2020-21 Liga de Campeones CEV "Máxima anotadora"
- Campeonato Mundial de Clubes FIVB 2021 "Mejor opuesto"
- Campeonato Mundial de Clubes FIVB 2021 "Jugadora más valiosa"
- 2021-22 Copa de Voleibol Femenina de Turquía "Jugadora más valiosa"
- 2021-22 Liga turca "Mejor opuesta"
- 2021-22 Liga de Campeones CEV "Máxima anotadora"
- 2021-22 Mejor jugadora de voleibol femenino del año por CEV [28]
- Campeonato Mundial de Clubes de Voleibol Femenino FIVB 2022 "Jugadora más valiosa"
- Campeonato Mundial de Clubes de Voleibol Femenino FIVB 2022 "Mejor atacante opuesta"
- Liga de Campeones CEV 2024-25 - Jugadora más valiosa

### Equipos
- Serie Elite 2014-15 - Campeona, con Engelholms VS
- Serie Elite 2015-16 - Campeona, con Engelholms VS
- 2016-17 Copa de Francia - Subcampeona, con Béziers VB
- Supercopa de Turquía 2019 – Subcampeona, con VakıfBank SK
- Campeonato Mundial de Clubes FIVB 2019 –Medalla de bronce, con VakıfBank SK
- Supercopa de Turquía 2020 – Subcampeona, con VakıfBank SK
- 2020-21 Liga Turca - Campeona, con VakıfBank SK
- Liga de Campeones CEV 2020-21 - Subcampeona, con Vakıfbank SK
- Supercopa de Turquía 2021 – Campeona, con VakıfBank SK
- Campeonato Mundial de Clubes FIVB 2021 – Campeona, con VakıfBank SK
- Copa de Voleibol Femenina de Turquía 2021-22 -Campeona, con VakıfBank SK
- 2021-22 Liga Turca - Campeona, con VakıfBank SK
- Liga de Campeones CEV 2021-22 - Campeona, con Vakıfbank SK
- Campeona del Campeonato Mundial de Clubes de Voleibol Femenino FIVB 2022, con Imoco Volley
- Campeona del Campeonato Mundial de Clubes de Voleibol Femenino FIVB 2024, con Imoco Volley
- Supercopa de Italia 2024/25  -Campeona, con Imoco Volley
- Copa de Italia 2024/25  -Campeona, con Imoco Volley
- Liga A1 de Italia 2024/25  -Campeona, con Imoco Volley
- Liga de Campeones CEV 2024-25 -Campeona, con Imoco Volley

### Selección nacional

#### Juveniles
- Campeonato NEVZA U19 2014 – Medalla de oro
- Campeonato NEVZA U19 2015 – Medalla de oro

#### Mayores
- Liga Europea de Voleibol de Plata Femenina 2018 – Medalla de oro